# 客員准教授
客員准教授（きゃくいんじゅんきょうじゅ）とは、大学や研究所などの学術機関に一定期間、非常勤の教員として籍を有する者のうち、当該機関で准教授に相当する教員に付与される職位呼称またはその職にある人のことを言う。

## 概要
研究・講義などにおいては准教授と同等であるが、大学運営業務には携わらない。
客員准教授の採用基準や任期、処遇や給与に関しては、各大学機関、研究機関、教授会によって異なり、給与を支払う義務も特にないなど個別の法令は存在しない名称上のものである。他の大学教員と同様に、学位がなくても任じることが出来る。
政治・行政・経済・文化など社会の一線において一定の地位にある者や有名人を客員准教授として迎えることもある。
放送大学の客員准教授の場合、非常勤講師（主に、教授職未経験者など）や本務校で専任講師以下の職位の者が科目の主任講師あるいはその他客員教員となる場合についても、「客員准教授」の肩書を与えている。